# Contea di Chongxin
La contea di Chongxin (崇信县S, Chóngxìn XiànP) è una contea della Cina, situata nella provincia del Gansu.